# Vörösváry Ákos
Vörösváry Ákos (Budapest, 1948. február 29. –) műgyűjtő, kiállításrendező, az Első Magyar Látványtár megalapítója.

## Élete
Édesapja Vörösváry László (1908–1990) könyvkiadó. Ő rakta le a később Nagy Szenvedély címmel kiállított dohányzástörténeti gyűjtemény alapjait. A II. Rákóczi Ferenc Gimnáziumban érettségizett. Ezután egy ideig állatpreparátor a Pilisi Parkerdő Gazdaságban, később könyvügynök volt. A hetvenes évektől gyűjt képeket Kolozsvári Ernő hatására. 1973-ban az ő gyűjteményéből rendezett a Hatvani Múzeum Gulácsy Lajos- és Moholy-Nagy László-kiállítást. Az 1980-as években vette meg Tapolca-Diszelen a Stankovics-malmot, ami ma a Látványtár kiállítóháza. A Látványtárat működtető alapítvány már 1990 januárjában megalakult, de rendszeres kiállítóhelye csak 1997 óta van. 1995-ben Gazsi Ferenc dokumentumfilmet forgatott Vörösváry Ákosról. Kiállításainak különlegessége, hogy kortárs művészek munkáit együtt mutatja be különféle talált tárgyakkal, ismeretlen szerzők munkáival.

## Rendezett kiállításai
- Korniss Dezső rajzai I. – Hatvany Lajos Múzeum, Hatvan – 1975
- Magyarországi népi faszobrok – Hatvany Lajos Múzeum, Hatvan – 1976
- Kaponya Judit festményei – Hatvany Lajos Múzeum, Hatvan – 1976
- Gulácsy Lajos rajzai – Fészek Galéria, Budapest. Jerger Krisztina és Vayer Tamás közreműködésével – 1982
- Meglökött csendélet – Fészek Galéria, Budapest. Katona Péter és Prutkay Péter közreműködésével – 1984
- „rosa, rosa, neurosa…” – Budapest Kiállítóterem, Budapest – 1985
- Gross-Bettelheim Jolán – Kecskeméti Galéria, Kecskemét – 1987
- Gross-Bettelheim Jolán – Budapest Kiállítóterem, Budapest – 1988
- Gross-Bettelheim Jolán – Miskolci Galéria, Miskolc – 1989
- „Mű-zeum” – (Szemadám György kiállítása) – Duna Galéria, Budapest – 1989
- Szemadám György kiállítása – Budapest Galéria Lajos utcai kiállítóháza, Budapest – 1991

## Az első Magyar Látványtár főbb kiállításai
- „4 festő” (Ganczaugh Miklós, Hortobágyi Endre, Román György, Šwierkiewicz Róbert) – Vitkovics Ház, Eger 1991
- Snitzler János – Óbudai Társaskör Galéria, Budapest 1991
- 27 kamarakiállítás a Magyar Hitel Bankban, Budapest 1991
- ARTEXPO (Ganczaugh Miklós, Gross-Bettelheim Jolán, Kicsiny Balázs, Román György, Schnitzler János, Šwierkiewicz Róbert) – Budapest 1992
- „Absolut” (tükrök és dobozok) – Tihanyi Apátság, Tihany 1992
- „Művészileg ellenőrizve” – Stúdió Galéria, Budapest – 1992
- „New York, New York – Operaház, Vörös Szalon, Budapest – 1993
- Aukció a Látványtár javára – Kempinsky Hotel, Budapest 1993
- „…csend…” (Szemadán György kiállítása) – Bartók 32 Galéria, Budapest – 1993
- „Karácsonyi vásár” – Budapest Kongresszusi központ, Budapest 1993
- „Szobormajális I.” – Művészetek Háza, Pécs – 1994
- „Speculum” – Budapest Galéria Lajos utcai kiállítóháza, Budapest – 1994
- „Jelentés a megtett útról” – Szombathelyi Képtár, Szombathely 1995
- „Szobormajális II. – Kuny Domokos Múzeum, Tata 1995
- Jolán Gross-Bettelheim – Museum Moderner Kunst, Passau 1996
- Teremtés és átváltozás. A századforduló budapesti építészete – Budapesti Galéria 1996
- 7 kamarakiállítás Tapolca iskoláiban – Tapolca 1996
- „…s játszi bodor füstöddel, búmat vígan űzöd el…” – Dobó István Vármúzeum, Eger 1996
- Mindenkinek kenyér és rózsa, 1997

Első Magyar Látványtár Kiállítóháza, Tapolca-Diszel 1997–1998.
- A nagy motívum. Erotika és szexualitás a magyar képzőművészetben – Budapest Galéria Lajos utcai Kiállítóháza, Budapest-1997
- Gulácsy Lajos (1882–1932) festőművész rajzkiállítása – Városi Művészeti Múzeum Képtára, Győr-1998
- Remekművek és remek művek – Első Magyar Látványtár Kiállítóháza, Tapolca-Diszel 1998-1999
- Részletek az Első Magyar Látványtár „Mindenkinek kenyér és rózsa” kiállításából – Kazinczy Ferenc Művelődési Ház, Pannonhalma 1998.
- Altorjai Sándor – Artpool Pavilon 60., Budapest 1998.
- Giccs és kultusz. Tárgykultúra és életérzés az 50-es, 60-as években – Forma és Tér Alapítvány, Első Magyar Látványtár – Sándor-palota, Budapest 1999
- Rot-weiss-grün. „PFZ” Haus Ungarn, Berlin 1999.
- Szubjektív (Fotó a Látványtárban I.) – Első Magyar Látványtár Kiállítóháza, Tapolca-Diszel 1999–2000
- Látványtári csendéletek Vörösváry Ákos, Prutkay Péter és Lugosi Lugo László műveire – Új Színház Galéria, Budapest 1999–2000
- Etűdök (Piros-fehér-zöld, Fekete-arany, Rózsaszín, Passe-p Art, A halhatatlan giccs) – Veszprém 2000
- Szobrok a Látványtár gyűjteményéből – Balaton Múzeum, Keszthely 2000
- Ég és Föld násza – Első Magyar Látványtár Kiállítóháza, Tapolca-Diszel 2000–2001
- Passe-p Art (Albert Katalin kiállítása) – Pintér Sonja Galéria, Budapest,2001
- Írott képek – Első Magyar Látványtár Kiállítóháza, Tapolca-Diszel 2001
- A nő – Xantus János Múzeum,2002
- A tükör képei – Első Magyar Látványtár Kiállítóháza, Tapolca-Diszel 2002
- Az ismeretlen Szemadám – Mű-Terem Galéria, Debrecen 2002
- „Üdvözlet az Aranykorból”, Gondos István kiállítása – Óbudai Pincegaléria és Óbudai Társaskör Galéria, Budapest 2003.
- „Minden mulandó” (Omnia Vanita) – Első Magyar Látványtár Kiállítóháza, Tapolca-Diszel 2003
- „Dizájn Center” – Első Magyar Látványtár Kiállítóháza, Tapolca-Diszel 2004–2005
- A műgyűjtés dicsérete – Első Magyar Látványtár Kiállítóháza, Tapolca-Diszel 2005–2006
- In memoriam Tamás Noémi, Tapolca-Díszel 2005
- Szőllősi Endre rajzai, Óbudai Társaskör Galéria 2006
- Életöröm – Első Magyar Látványtár Kiállítóháza, Tapolca-Díszel 2006–2007
- A nagy szenvedély – Első Magyar Látványtár Kiállítóháza, Tapolca-Diszel 2006–2007
- 50 év festészeti kiállításai Katona László plakátművészetében – Bartók 32 Galéria, Budapest 2007
- Kivétel – Első Magyar Látványtár Kiállítóháza, Tapolca-Díszel 2008
- Lecke pszichológusoknak – Pintér Sonja Galéria,Budapest 2009
- A rendszerváltás 20 éve – Friss Galéria 2009

## Díjai, elismerései
- A Magyar Köztársasági Érdemrend kiskeresztje, 1998